# Jadwiga Kuczyńska-Kwapisz
Jadwiga Kuczyńska-Kwapisz (ur. 1951, zm. 2022) – polska pedagog, prof. dr hab. nauk społecznych. Profesor zwyczajny Katedry Pedagogiki Specjalnej, Przedszkolnej i Wczesnoszkolnej na Wydziale Nauk Pedagogicznych Uniwersytetu Kardynała Stefana Wyszyńskiego w Warszawie.

## Życiorys
Od 1973 do 1987 pracowała w ośrodku szkolnym i wychowawczym dla dzieci niewidomych im. Róży Czackiej w Laskach. W 1982 uzyskała doktorat, a 24 kwietnia 1995 habilitowała się na podstawie oceny dorobku naukowego i pracy zatytułowanej Efektywność kształcenia młodzieży niewidomej i słabowidzącej w zakresie orientacji przestrzennej i poruszania się. 2 czerwca 2016 otrzymała stopień naukowy profesora zwyczajnego nauk społecznych. Pełniła funkcję kierownika oraz profesora zwyczajnego Katedry Pedagogiki Specjalnej, Przedszkolnej i Wczesnoszkolnej na Wydziale Nauk Pedagogicznych Uniwersytetu Kardynała Stefana Wyszyńskiego w Warszawie.

## Odznaczenia
- Krzyż Oficerski Orderu Odrodzenia Polski[5].

## Wybrane publikacje
- 2009: 85 lat Szkoły Specjalnej[1]
- 2009: Funkcjonowanie i aktywność społeczno-zawodowa osób niewidomych i słabo widzących[1]
- 2013: Analiza artykułów Janusza Korczaka zamieszczonych w Szkole Specjalnej w latach 1924–1937[1]